# Miss.Tic
Pour les articles homonymes, voir Novat (homonymie).
Pour les articles ayant des titres homophones, voir Miss Tick et Mystique.
Radhia Aounallah, dite Miss.Tic, est une artiste de street art française, née le 20 février 1956 à Paris où elle est morte le 22 mai 2022.
Elle est connue pour ses œuvres au pochoir, essentiellement sur les murs de Paris. Plasticienne et poétesse d'art urbain, elle réalise ses œuvres dans le paysage pictural et urbain à partir de 1985.
Son style est caractérisé par la représentation sensuelle de femmes aux cheveux sombres, accompagnées d'aphorismes exprimés sous forme de jeux de mots qui prônent la liberté.

## Biographie

### Jeunesse
Née à Paris, fille de Mohammed Aounallah, immigré tunisien, tantôt ouvrier, tantôt fort des Halles, et de Ginette Baudin, normande et « paysanne éclairée », Radhia Aounallah grandit à Montmartre avant que sa famille ne s’installe, en 1964, à la cité des Aviateurs, à Orly. En 1966, sa mère, son frère et sa grand-mère meurent dans un accident de voiture ; les séquelles de ce drame feront d’elle une « gauchère obligée ». En 1972, son père meurt d’une crise cardiaque ; elle a seize ans.

### Formation
Après ses études secondaires, elle se forme aux travaux d’arts appliqués : décor de théâtre, maquette, photogravure,. Elle fait notamment du théâtre de rue aux côtés de la compagnie Zéro de conduite. En 1980, l'artiste part en Californie, à Los Angeles et San Francisco, où elle participe aux excès des milieux underground. De retour en France deux ans plus tard après un dépit amoureux, elle décide d'utiliser ce sentiment comme pratique artistique,, avec le pochoir à la bombe aérosol comme technique et les murs comme support. Elle emprunte son pseudonyme au personnage de sorcière railleuse Miss Tick du Journal de Mickey.

### Carrière
En 1985, Miss.Tic utilise les murs des quartiers de Ménilmontant, de Montmartre, du Marais, de Montorgueil et de la Butte-aux-Cailles comme lieux d’expression directe et synthétique pour y raconter sa vie, ses désirs, ses ruptures sentimentales, ses travers et ses fantasmes, et joue sur les stéréotypes de la femme séductrice, notamment le fétichisme. Son œuvre suscite un questionnement, foulant aux pieds les archétypes de la « femme marchandise ».
Pendant des années, ses pochoirs sont perçus par les autorités comme une expression de l’insécurité : en 1997, elle est arrêtée pour « détérioration d’un bien appartenant à autrui […] par des inscriptions, des signes ou des dessins, sans autorisation préalable, sur les façades, les véhicules, les voies publiques ou le mobilier urbain » et condamnée en janvier 2000 par la Cour d'appel de Paris à une amende de 22 000 francs (3 350 €),,. Profondément choquée et refusant d’être prise pour une délinquante, elle négocie avec les mairies, les commerçants et les habitants du 5e arrondissement et du 20e, mais également de la Butte-aux-Cailles, qui tombent d’accord pour qu’elle imprime ses pochoirs sur certains murs,. De plus, dès les années 1990, certains artistes de rue font leur entrée dans les galeries d’art, les institutions se mettent peu à peu à reconnaître l'art urbain et Miss. Tic va pouvoir se défaire d’une marginalité inconfortable. Elle expose dans des galeries mais reçoit également des commandes de marques qui s’intéressent à son travail et à son image de Parisienne et de sorcière ludique : un loueur de véhicules utilitaires (UCAR), un malletier (Louis Vuitton), un couturier (Kenzo), un maroquinier (Lamarthe)… Paul Personne décide également de tourner un clip entouré de ses œuvres.
Les expositions dans des lieux de renom se font plus fréquentes, des foires d'art contemporain l’invitent, à Venise ou à Miami. En 2007, elle entre dans la collection du Victoria and Albert Museum de Londres et le cinéaste Claude Chabrol lui commande une affiche pour son film La Fille coupée en deux. En 2011, La Poste émet lors de la Journée internationale des droits des femmes des timbres reproduisant des œuvres de Miss.Tic, inspirées de ses pochoirs,. La même année, au cours de l'été, l'Institut français de Berlin expose pendant dix semaines, sous le titre « Bomb it », une quarantaine de ses œuvres produites les dix dernières années. En 2013, l'Agglomération de Montpellier choisit Miss.Tic pour la réalisation du design de la 5e ligne de tramway de son réseau, prévue en 2017. Elle succède ainsi à Élisabeth Garouste et Mattia Bonetti (design lignes 1 et 2), et à Christian Lacroix (design lignes 3 et 4). À l'occasion d'une exposition à  Deauville en 2018, elle propose d'apposer ses créations sur les murs de la Côte Fleurie, de Villerville à Trouville-sur-Mer,.

### Mort
Miss. Tic meurt à Paris le 22 mai 2022 à l'âge de 66 ans des suites d'un cancer,. Ses obsèques ont lieu salle de la Coupole au crématorium du Père-Lachaise le 1er juin.
| Image externe |                                                         |
|               | Miss.Tic photographiée par le célèbre Studio Harcourt.. |

## Hommage
Une allée Miss.Tic, traversant le parc des Saules, a été inaugurée le 16 septembre 2023 à Orly, ville où elle a vécu.
Le square Miss.Tic, anciennement square Saint-Médard, a été officiellement inauguré le 7 juin 2024 au 34, rue Censier dans le 5e arrondissement de Paris.
« À la vie, à l'amor », première exposition des œuvres de Miss.Tic depuis sa disparition au Palais des Papes à Avignon du 27 juin 2024 au 05 janvier 2025. Un parcours inédit à travers plus de 300 œuvres soigneusement sélectionnées par Antoine et Charlotte Novat, avec la complicité de la curatrice Camille Lévy-Sarfati, qui retrace près de 40 ans de la vie de Miss.Tic, entre poésie urbaine et activisme artistique,,.

## Principales expositions personnelles
Ses principales expositions personnelles sont les suivantes , :
- 1986 : Première exposition, librairie Épigramme, Paris
- 1989 : Fragments et Multiples, galerie Couleur, Paris
- 1990 : Miss.Tic, galerie Christophe, Paris
- 1991 : Miss.Tic, galerie Sanguine, Paris
- 1994 : Tout achever sauf le désir, EPITA, Paris
- 1995 : Je ferai les trottoirs de l'histoire de l'art, FIAP, Paris
- 1997 : L’art me ment, galerie Sacha Tarasoff, Paris
- 1999 : Je ne fais que passer, galerie La Pochade, Paris
- 2000 : Muses et Hommes, espace Paul Ricard, Paris
- 2000 : Dangereuse sous tous rapports, palais de justice, Lyon
- 2001 : Les actes gratuits ont-ils un prix ?, galerie Artazart, Paris
- 2001 : Je t’aime temps, rétrospective 1985/2001, espace Envie d’art, Paris
- 2001 : Héroïne, galerie Bernard Guillon, Paris
- 2002 : Miss.Tic Erotic, galerie Artitude, Paris
- 2003 : Vain cœur vain cul, galerie Au-dessous du Volcan, Paris
- 2003 : Une Nuit avec Miss.Tic, galerie Artazart, Paris
- 2003 : Miss.Tic, galerie Papegoyen, Oslo, Norvège
- 2004 : Femme mur, Nuts Gallery, Paris
- 2004 : Miss.Tic Attak, galerie Fanny Guillon-Laffaille, Paris
- 2005 : Maudites sorcières, galerie W, Paris
- 2005 : Quand on aime, on a toujours 20 ans, galerie W, Paris
- 2006 : Parisienne, galerie Lélia Mordoch, Paris
- 2006 : Femmes capitales, mairie du XIIIe, Paris
- 2007 : Miss.Tic Présidente, galerie de la Butte aux Cailles, Paris
- 2007 : Toi et Moi (avec Jean Faucheur), galerie Chappe, Paris
- 2008 : Je crois en l'éternel féminin, galerie Fanny Guillon-Laffaille, Paris
- 2008 : Je prête à rire, mais je donne à penser, galerie W, Paris
- 2009 : Go Homme, galerie Lélia Mordoch, Paris
- 2010 : Folle à délier, galerie Fanny Guillon-Laffaille, Paris
- 2010 : Parisienne, Ion Art Gallery, Singapour
- 2011 : Bomb it, Institut français, Berlin
- 2011 : Festival Art Rock, Saint-Brieuc
- 2012 : Secret d'atelier, galerie Lélia Mordoch, Paris ;
- 2014 : Miss.Tic, Institut français de Barcelone, Espagne
- 2014 : Les Uns et les Unes (suite), galerie L'Œil ouvert, Paris
- 2014 : En cartoon, elles cartonnent, galerie Brugier-Rigail, Paris
- 2015 : Flashback, galerie Lélia Mordoch, Paris[35]
- 2017 : Rétrospective, Galerie Berthéas, Vichy[36]
- 2017 : Muses et Hommes, galerie Lélia Mordoch, Paris[37]
- 2018 : Des Mots Cœurs, galerie Brugier-Rigail, Paris[38]
- 2018 : Bombe Textuelle, Art to Be Gallery, Lille[39]
- 2019 : Rock’n’Girls, galerie Lélia Mordoch, Paris[40]
- 2020 : Art Urbain, Le Comoedia Espace d’Art, Brest

### Collections et commandes publiques
- 1989 : Fonds municipal d'art contemporain de la Ville de Paris
- 2005 : Victoria and Albert Museum, Londres
- 2007 : Ministère du logement et de la ville, place Bellecour, Lyon. Mairie d'Orly, mur de résidence d'étudiants Léo-Ferré
- 2013 : Musée des Civilisations de l'Europe et de la Méditerranée, Marseille. Aménagement intérieur et extérieur du tramway de la ligne no 5 de la ville de Montpellier, France

### Foires d'art contemporain
- 2007 
  - Art Miami, galerie Lélia Mordoch, Miami, États-Unis
  - Palmbeach 2, galerie Leila Mordoch, Palm Beach, États-Unis
  - Venice international art fair, galerie Leila Mordoch, Venise, Italie
  - Les Élysées de l'art, galerie Lélia Mordoch, Paris, France
  - Bridge Art art fair, galerie Lélia Mordoch, Miami, États-Unis
- 2008
  - Palmbeach 3, galerie Leila Mordoch, Palm Beach, États-Unis
  - Slick Art Fair, galerie Lélia Mordoch, Paris, France
- 2009
  - Les Élysées de l'art, galerie Lélia Mordoch, Paris, France
  - Slick Art Fair, galerie Lélia Mordoch, Paris, France
- 2010
  - Art Miami, galerie Lélia Mordoch, Miami, États-Unis
  - Les Élysées de l'art, galerie Lélia Mordoch, Paris, France
- 2016
  - 8ème avenue Art Show

## Publications
- Miss Tic, Jean-Marie Lerat (photographies), Je ne fais que passer, Paris, éditions Florent-Massot, mars 1998, 96 p., 21 × 24 cm (ISBN 978-2-908382-79-2) - Épuisé
- Miss.Tic, "re garde moi", Édition Alternatives, Paris février 2003, préface Régine Deforges ,  (ISBN 978-286-227361-7), 70 pochoirs entre 1986 et 2003. Épuisé.
- Miss.Tic Attak, éditions Alternatives, 2004,  (ISBN 978-286-227427-0) Épuisé.
- Miss.Tic in Paris, de Miss.Tic, Éditions Paris-Musées et Critères éditions, 2005,  (ISBN 978-2-917829-06-6) Épuisé.
- Parisienne, 96 p., éditions Alternatives, 2006,  (ISBN 978-286-227496-6) Épuisé.
- Je prête à rire mais je donne à penser, éditions Grasset, 2008,  (ISBN 978-2-246-70821-6)
- À la vie, à l'Amor, Critères éditions, collection Opus Délits, Grenoble, 2010,  (ISBN 978-2917-829080). Textes et photos Miss.Tic. Épuisé. Nouvelle édition (couverture rouge) en 2024  (ISBN 9782370261014)
- FLASHBACK, 30 ans de création, Éditions Critères, collection Urbanités, 2015.  (ISBN 9782370260239) Épuisé. Réédité en 2024  (ISBN 9782370260475)
- Des Mots Cœurs, Éditions Galerie Brugier-Rigail, Paris, 2018,  (ISBN 979-10-95069-06-5). Épuisé.
- Miss Tic, Histoires de Rencontres, Éditions Lélia Mordoch, Paris, 2019  (ISBN 978-2-909138-33-6).
- Miss.Tic : À la vie à l'amor. Art dans la ville, poétique de la révolte (1985-2022), Éditions Speciwomen / Atelier Miss.Tic, 2024, Bilingual edition : French / English  (ISBN 978-2-9594669-0-8).

### Monographie
- Christophe Genin, Miss.Tic : Femme de l’être, Paris, Les Impressions Nouvelles, coll. « Réflexions faites », 2008 - réédité en 2014, 192 p., 17 × 24 cm (ISBN 978-2-87449-231-0)

### Citations
- 40 citations de Miss. Tic, sur Le Parisien

### Articles
- Mort de la graffeuse Miss. Tic : «Elle adorait Paris et habillait cette ville de son art», Marie-Anne Gairaud, Le Parisien, 22 mai 2022.
- Mort de Miss Tic : la Seine était “sa Riviera”, Thierry Voisin, Télérama, 22 mai 2022.
- Promenade dans le Paris de Miss. Tic, à la recherche de ses pochoirs, Bérénice Hourçourigaray, Le Parisien, 28 mai 2022

## Vidéographie
- [vidéo] Miss. Tic @ artnet FRANCE sur Dailymotion. Entretien avec Miss.Tic.
- [vidéo] Les "Mots Cœurs" de Miss Tic à la Galerie Brugier-Rigail, 30 juin 2018, sur BFM TV.
- Vidéos, sur le site officiel.

## Podcasts
- La nuit rêvée de... Miss.Tic, Philippe Garbit, Les Nuits de France Culture, 19 janvier 2014, sur Radio France.
- Du Mur au Mic : #8 Miss Tic, poétesse rebelle, interview de Miss.Tic, septembre 2020, sur Podcast France.
- Saga de Paris : hommage à Miss.Tic, 28 mai 2022, sur France Bleu.
- Comment l’artiste Miss.Tic s’est-elle mise au street-art ?, 9 juin 2022, sur Choses à savoir ART.
- Et si Banksy était une femme : Miss Tic, 18 juin 2023, sur Ausha.co.
- Miss.Tic (1956 - 2022), l’art mur d’une poétesse, 25 novembre 2023, sur Radio France.
- Miss.Tic : "Sur les murs les gens me répondent : laissez-moi votre numéro", 11 décembre 2023, sur Radio France.
- "Miss.Tic : à la vie, à l'amor", quand l'art urbain s'expose, 31 juillet 2024 sur France Culture.